# 西藏凹乳芹
西藏凹乳芹（学名：Vicatia thibetica）为伞形科凹乳芹属的植物，是中国的特有植物。分布于中国大陆的西藏、四川、云南等地，生长于海拔2,700米至4,000米的地区，多生长在林下、山坡、河滩、草地及灌丛内，目前尚未由人工引种栽培。

## 别名
野当归、独脚当归（四川马尔康）